# Deutscher Wachtelhund
Der Deutsche Wachtelhund ist eine von der Fédération Cynologique Internationale (FCI) (Nr. 104, Gr. 8, Sek. 2) anerkannte deutsche Hunderasse. Der AKC führt die Rasse wegen einer möglichen Anerkennung seit dem 10. Oktober 2011 in seinem Foundation Stock Service.

## Herkunft und Geschichtliches
Der Rassename sowie der Hundetyp lassen sich in der Literatur über Jahrhunderte nachweisen. Seit 1903 wird der Deutsche Wachtelhund als Rassehund mit nachgewiesener Abstammung in Reinzucht gezüchtet. Rudolf Frieß setzte eine getrennte Zucht der Farbschläge Braun und Braunschimmel durch. Im Verein für Deutsche Wachtelhunde, dem einzigen Zuchtverein für diese Rasse im VDH, wurden 2017 604 Welpen geworfen.

## Beschreibung
Bis 54 cm großer und 30 kg schwerer Jagdhund. Er hat kräftiges, dicht anliegendes, meist welliges, gelegentlich auch lockiges (Astrachan) oder glattes Langhaar mit dichter Unterwolle. Die Ohren der Hunde sind hoch und breit angesetzt, flach ohne Drehung dicht hinter dem Auge herabhängend.

## Farbschläge
Es gibt zwei Farbschläge:
- Einfarbig braun, seltener auch rot; oft mit weißen oder geschimmelten Abzeichen an Brust und Zehen
- Braunschimmel, seltener auch Rotschimmel; als Grundfarbe stehen braune, bzw. rote Haare mit weißen dicht gemischt; oft mit braunem, bzw. rotem Kopf, sowie Platten, auch Mantel über den ganzen Rücken. Zu diesem Farbschlag gehören auch Schecken mit weißer Grundfarbe und großen braunen bzw. roten Platten sowie Tiger, bei denen die weiße Grundfarbe zusätzlich mit braunen bzw. roten Büscheln gesprenkelt oder getupft ist.

Bei der Vergabe des CACIB werden die Schläge nicht getrennt.

## Verwendung und Wesen
Die vielseitige Hunderasse, die zu den Stöberhunden gehört, hat ein sehr liebevolles Wesen. Der Wachtelhund ist der Allrounder für den Waldjäger und gleichzeitig Familienhund. Wachtelhunde sind in der Regel sehr feinnasig mit ausgeprägtem Finderwillen und apportierfreudig. Aufgrund seiner angeborenen Wasserfreude wird der deutsche Wachtelhund gerne für die Jagd auf Enten eingesetzt.
Durch ihre selbstständige Arbeitsweise, ihren Finderwillen, den fest verankerten Spurlaut und ihre intelligente Wildschärfe wird diese Hunderasse seit einigen Jahren verstärkt bei den Drück- und Stöberjagden auf Schalenwild in großen Waldkomplexen eingesetzt. Der Deutsche Wachtelhund ist durch sein ausgeprägtes Jagdverhalten nur für Jäger und Förster geeignet. Daher wird er auch in der Regel nur an Jäger abgegeben.

## Prüfungen im Rahmen des Jagdbetriebes
- Jugendprüfung (JP), bestehend aus Anlagenprüfungen Nase, Spurlaut, Spurwille, Spursicherheit, Stöbern, Wasserfreude und Schussfestigkeit[5]
- Eignungsprüfung (EP), bestehend aus Schweißarbeit, Schleppenarbeit mit Apportieren im Feld und Wald, Stöbern, Gehorsam, Wasserarbeit, mit Hasenspur
- Eignungsprüfung Brauchbarkeit (EPB), bestehend aus Schweißarbeit, Schleppenarbeit mit Apportieren im Feld und Wald, Stöbern, Gehorsam, Wasserarbeit, ohne Hasenspur
- Gebrauchsprüfung (GP), bestehend aus Stöbern, Wasserarbeit, Schwerapport (Feder- und Haarwild), Gehorsam, Übernacht-Schweißarbeit